# Senice (Fluss)
Die Senice (deutsch Senitza) ist ein linker Nebenfluss der Vsetínská Bečva in Tschechien.

## Geographie
Die Senice entspringt im Javorník-Gebirge am Westhang der Makyta (923 m). Sie fließt an ihrem Oberlauf durch das Landschaftsschutzgebiet ChKO Beskydy über U Šeligů, Valašská Senice und Francova Lhota nach Südwesten bis Horní Lideč. Hier ändert der Fluss seine Richtung und bildet ein an seinem Mittel- und Unterlauf ausgeprägtes Tal, das die Vizovická vrchovina vom Javorník-Gebirge trennt. Auf diesem Abschnitt verläuft entlang des Flusses die westliche Grenze des Landschaftsschutzgebietes Beskydy. Im Tal der Senice erstrecken sich am nach Nordwesten führenden Mittellauf die Orte Lidečko, Lužná und Heinzův Mlýn. Der an der Einmündung der Pozděchůvka bei Neratov beginnende Unterlauf der Senice führt über Valašská Polanka, U Lukých, Leskovec und Ústí nach Norden. Nördlich von Ústí mündet die Senice nach 32,5 km in die Vsetínská Bečva. Ihr Einzugsgebiet beträgt 135 km².
Zwischen Horní Lideč und Ústí führt die Bahnstrecke Hranice na Moravě–Střelná durch das Tal der Senice.
Nördlich von Lidečko befindet sich linksseitig der Senice das Naturdenkmal Čertovy skály.

## Geschichte
In der Gründungsurkunde des Klosters Smilheim wurde die Senice 1261 als Grenzfluss der klösterlichen Güter erwähnt.

## Zuflüsse
- Maslejův potok (r), Valašská Senice
- Františkův potok (r), Valašská Senice
- Rumanův potok (r), Valašská Senice
- Kočičina (l), bei Pošle
- Dvořanský potok (r), Francova Lhota
- Hamlazův potok (r), Francova Lhota
- Střelenka (l), oberhalb Horní Lideč
- Lačnovský potok (l), Horní Lideč
- Račenský potok (l), Lidečko
- Pulčínský potok (r), unterhalb Lidečko
- Luženka (r), Lužná
- Neratovský potok (l), Lužná
- Pozděchůvka (l), bei Neratov
- Vápenka (l), Valašská Polanka
- Veřečný potok (r), Valašská Polanka
- Senínka (l) bei Seninka
- Snozový potok (r), Leskovec
- Petráčovský potok (l), Leskovec
- Dluhovský potok (r), oberhalb Ústí